# Cormatin
Cormatin település Franciaországban, Saône-et-Loire megyében. Lakosainak száma 569 fő (2022. január 1.). Cormatin Malay, Ameugny, Bray, Chapaize, Chissey-lès-Mâcon és Cortevaix községekkel határos.

## Népesség
A település népességének változása:
| Lakosok száma | 562  | 565  | 573  | 557  | 562  | 564  | 567  | 565  | 569  |
|               | 2013 | 2015 | 2016 | 2017 | 2018 | 2019 | 2020 | 2021 | 2022 |

## Híres személyek
- Itt született 1888. július 14-én Jacques de Lacretelle francia regényíró.